# Gaz de France (film)
Pour les articles homonymes, voir Gaz de France.
Pour plus de détails, voir Fiche technique et Distribution.
Gaz de France est une comédie française réalisée par Benoît Forgeard et sortie en 2015.

## Synopsis
Le président de la République récemment élu, Jean-Michel Gambier, chute inexorablement dans les sondages. Il enchaîne les gaffes et se montre anti-intellectuel. Pour redresser la barre, Michel Battement, l'éminence grise du chef de l'État, doit absolument améliorer son image afin d'éviter la chute du régime. Pour cela, il donne rendez-vous aux meilleurs cerveaux du pays dans les sous-sols de l’Élysée pour mettre au point une stratégie, mais leur plan ne va pas se passer comme prévu.

## Fiche technique
- Titre : Gaz de France
- Réalisation : Benoît Forgeard
- Scénario : Benoît Forgeard, Mariette Désert, Emmanuel Lautréamont et Laurent Lunetta
- Musique : Bertrand Burgalat
- Montage : Nicolas Boucher et Benoît Forgeard
- Photographie : Thomas Favel
- Costumes : Annie Melza Tiburce
- Décors : Benoît Bechet et Astrid Tonnelier
- Producteur : Emmanuel Chaumet
- Production : Ecce Films et Le Fresnoy Studio National des Arts Contemporains, en association avec Indéfilms 2
- Distribution : Ecce Films et Shellac
- Pays d'origine :  France
- Durée : 86 minutes
- Format : Couleur
- Genre :  comédie
- Dates de sortie :
  - France : 
    - 17 mai 2015 (festival de Cannes)
    - 13 janvier 2016 (sortie nationale)

## Distribution
- Olivier Rabourdin : Michel Battement
- Philippe Katerine : Jean-Michel Gambier
- Alka Balbir : Samira
- Antoine Gouy : Chris
- Philippe Laudenbach : Alain Rose-Marine
- Darius : Pierre Caron
- Jean-Luc Vincent : Dizier Deschamps
- Élizabeth Mazev : Françoise
- Benoît Forgeard : Pithiviers
- Camille Japy : la présentatrice TV
- Délia Espinat-Dief : l'étudiante
- Cosme Castro : le pompier
- Mohamed Sediki : le jeune en baggy

## Origines
Le film tire son origine de l'intérêt de Benoît Forgeard pour la politique comme théâtre. Afin d'abaisser le coût de production du film, il est décidé d'en faire un huis clos. Le décor de l'étage -2 du palais de l'Élysée, qui est décoré par tous les objets reçus en cadeau par des Présidents français de la part de dignitaires étrangers, représente symboliquement l'inconscient de la République.

## Sortie
Le film sort en salles en Belgique et au Maroc.
Le film est accueilli de manière mitigée par la presse. Libération lui donne une étoile sur cinq, L'Humanité et L'Obs deux. Le Monde lui en donne trois. Les Inrockuptibles lui donne une critique plus positive, « Gaz de France s’aventure sur des terres radicalement non naturalistes, à la frontière de l’art contemporain et du détournement situ ». Le Hollywood Reporter critique également le film comme décevant.